# Сегодня (газета, Украина)
«Сего́дня» — всеукраинская ежедневная общественно-политическая газета на русском языке.

## Характеристика издания
Заявленный совокупный тираж — 233 тысячи экземпляров. Владеет активами в полиграфии, в Киеве газета печаталась в собственной типографии. Крупнейшими акционерами холдинга являются кипрская компания «SCM Limited» (29,9999 %) и ЗАО «Систем Кэпитал Менеджмент» (70,0001 %).
Газета «Сегодня» была полноцветным общенациональным изданием, имела четыре региональных выпуска в городах: Киев, Харьков, Днепропетровск и Одесса. Средняя аудитория одного номера по Украине составляла 508,2 человека или 3,38 % жителей страны в возрасте 12—65 лет (данные компании ТНС Украина, исследование MMI Украина 2016/2 + 2016/3).
Последний «бумажный» выпуск газеты вышел 27 сентября 2019 г.

## История
Газета «Сегодня» начала издаваться в 1997 году в Киеве компанией ЗАО «Издательская группа „Сегодня“».
В 2003 году главным редактором «Сегодня» стал Игорь Гужва.
В августе 2006 года топ-менеджером (генеральным директором) компании стал аргентинец Гильермо Шмитт. В феврале 2007 года компания ЗАО «Издательская группа „Сегодня“» изменила название на ЧАО «Сегодня Мультимедиа».
В апреле 2007 года была запущена интернет-версия газеты «Сегодня».
В июле 2011 года генеральным директором ЧАО «Сегодня Мультимедиа» стала Алёна Громницкая. В декабре 2011 года редакция газеты «Сегодня» объявила о «предзабастовочном состоянии» из-за давления Алёны Громницкой на редакционную политику. В январе 2012 года наблюдательный совет обнародовал своё решение, по которому Игоря Гужву уволили с должности главреда, а Алёна Громницкая ушла по собственному желанию с поста гендиректора. В апреле 2013 года несколько десятков журналистов газеты (15 человек по утверждению нового редактора «Сегодня») ушли из издания, среди них значительная часть — в новую ежедневную газету «Вести», которую начал выпускать Гужва. Новым главным редактором «Сегодня» стала Ольга Гук.
С января по март 2015 года должность шеф-редактора газеты занимал Олесь Бузина.
2 сентября 2019 года стало известно о прекращении выхода газеты с 27 сентября. Причинами были названы ухудшение положения рынка печатной прессы, цифровизация и рост влияния интернета. Бренд «Сегодня» было решено развивать через сайт и теленовости.

## Критика
По данным «Украинской правды», в ходе президентских выборов 2004 года газета наряду со многими другими популярными изданиями активно выступала в поддержку кандидатуры Виктора Януковича и критиковала его главного оппонента — Виктора Ющенко, не предоставляя противоположной точки зрения и применяя неправдивые заголовки. По словам бывшего главного редактора газеты «Сегодня» Игоря Гужвы, вкладыши к газете, посвящённые выборам, вкладывались прямо в типографии и основывались на темниках из Администрации президента.
Украинский политик Николай Томенко обвинял газету в недостоверности публикаций.
Как заявил бывший политический обозреватель газеты Александр Чаленко интернет-изданию «Телекритика», основной причиной его увольнения стало то, что он в эфире программы «Большая политика с Евгением Киселёвым» публично назвал Рината Ахметова владельцем газеты «Сегодня».
Институт массовой информации обвинял издание в нарушении баланса мнений и точек зрения, а также в наличии случаев некорректной маркировки рекламы (недоступная ссылка с 27-07-2016 [3276 дней]).

## Интересные факты
В 2007 году ЗАО «Сегодня мультимедиа» подало иск в Шевченковский районный суд Киева против одного из лидеров Блока Юлии Тимошенко А. В. Турчинова с требованием принести коллективу газеты свои извинения, опровергнуть распространявшиеся Турчиновым сведения о том, что издательство газеты печатало плакаты, в которых содержалась негативная информация, направленная против Ю. В. Тимошенко, и возместить моральный ущерб в размере 1 гривны. В свою очередь Турчинов в ответ заявил, что «газетка врёт и печатает грязь относительно святынь украинской культуры и истории — в частности, Тараса Шевченко, относительно тех больших сыновей и дочерей Украины, которые не пожалели свои жизни за Родину, позорит честь, достоинство лидеров демократической оппозиции», и сказал, что готов подарить владельцам издания «аж целых десять гривен», если они «прекратят лить грязь на своих страницах и нагнетать антиукраинскую истерию».